# 丝叶球柱草
丝叶球柱草（学名：Bulbostylis densa），为莎草科球柱草属下的一个植物种。产于河北、山东、江苏、安徽、浙江、江西、福建、台湾、湖北、湖南、广东、广西、贵州、四川、云南等省区；由于适应性很强，有生长在海边、河边沙地的，也有生长在荒坡上、路边及松林下的；海拔100-3200米。本种分布甚广，从印度至美国均有分布。